# Marek Emiliusz Lepidus (mąż Julii Druzylli)
Marek Emiliusz Lepidus, Marcus Aemilius Lepidus (zm. 39 n.e.) – syn (adoptowany?) Marka Emiliusza Lepidusa (konsula w 6 n.e.), wnuk Paulusa Emiliusza Lepidusa (cenzora w 22 p.n.e.), brat Emilii Lepidy – żony Druzusa III. 
Poślubił Julię Druzyllę – ulubioną siostrę cesarza Kaliguli. Gdy pod koniec 37 roku Kaligula poważnie zachorował, ogłosił następczynią swą siostrę Druzyllę, czyli faktycznie następcą stałby się jej mąż, Marek Emiliusz Lepidus. Po śmierci żony Lepidus został prawdopodobnie kochankiem jej siostry – Agrypiny Młodszej. W 39 roku wziął udział w spisku kół senatorskich przeciwko cesarzowi. Na czele spisku stanął dowodzący legionami w Germanii Górnej – Getulik, a po zabiciu Kaliguli senat miał ogłosić cesarzem właśnie Lepidusa. Kaligula odkrył spisek i udał się osobiście do Galii, zabierając ze sobą Lepidusa. Po przybyciu do Moguncji, kwatery głównej Getulika, natychmiast stracono tego ostatniego oraz Marka Emiliusza Lepidusa. 
Siostry cesarza, Agrypina i Liwilla, także podejrzane o udział w spisku zostały skazane na wygnanie. Agrypina po drodze na wygnanie musiała zawieźć do Rzymu urnę z prochami kochanka – Lepidusa.